# 佛罗伦萨圣玛尔谷大殿

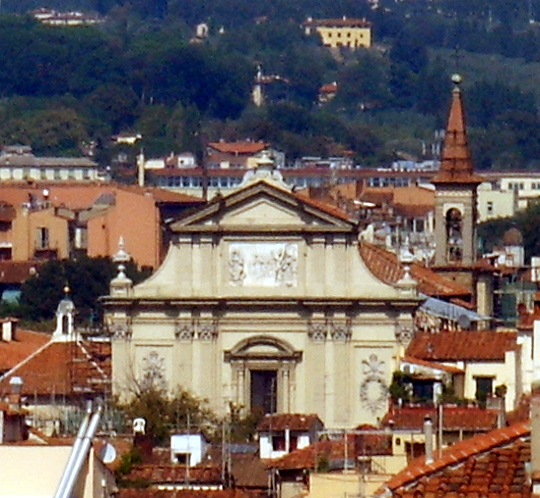
正立面和钟楼

佛罗伦萨圣马可大殿（San Marco）是意大利佛罗伦萨市内的一座宗教建筑群，包括一座教堂和一座修道院（现在是一个博物馆）。15世纪里两名著名的道明会修士曾经住在这座修道院里：画家安杰利科修士和神父薩佛納羅拉。该修道院内还有一座米开罗佐建的图书馆，里面收藏有非常珍稀的手稿。
今天的修道院从12世纪开始就已经存在了。后来本笃会入驻这个修道院。1435年又易手给菲耶索莱来的道明会。两年后他们请住在邻近梅迪奇·里卡尔第宫的科西莫·德·美第奇让他资助整修整个建筑群。米开罗佐被委托管理这项工程。安杰利科修士在其他人如贝诺佐·戈佐利的帮助下给每间房间画了壁画。美第奇在修道院内也有一间修行的小间。

## 教堂
教堂是于1443年启用的，教宗犹金四世参加了典礼。它只有一个中殿，两侧有16世纪詹博洛尼亚设计的小殿，里面有16世纪和17世纪的壁画。讲坛和屋顶的刻画是17世纪末建成的。1678年再次整修。新古典式的正面是从1777年至1778年建成的。
教堂里最老的艺术品是一个挂在后墙上的14世纪制成的十字架。主神坛上的十字架是安吉利科做的。右侧第一个神坛是1593年塞迪·第·提托画的，第二个是弗拉·巴尔托罗麦欧画的。
1859年5月詹博洛尼亚完成了圣安东尼奥小教堂。
葬在圣玛尔谷大殿教堂的名人有米兰多拉和诗人普里奇亚诺。

## 修道院

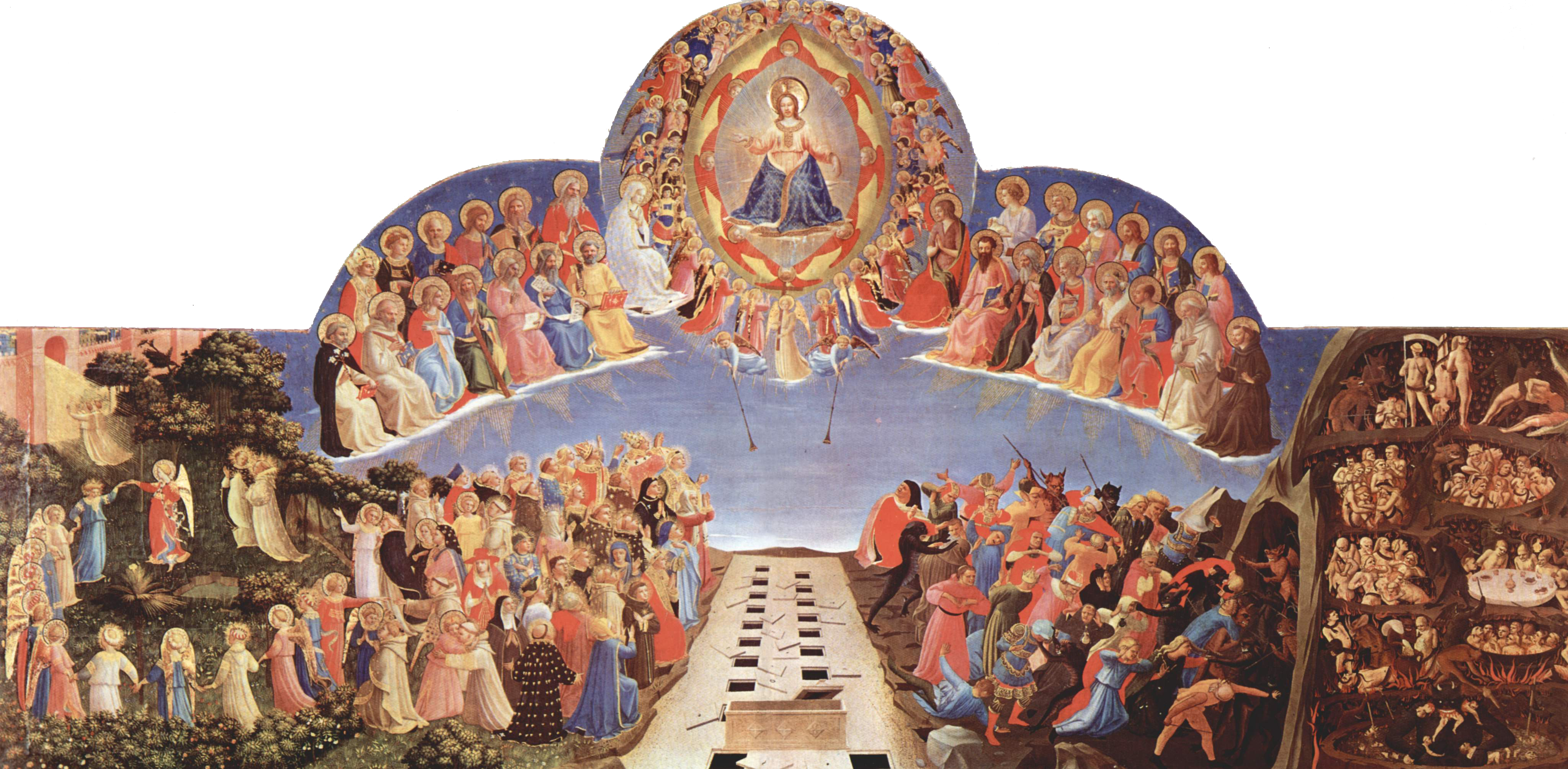
最后审判

米开罗佐为科西莫·德·美第奇建造了一座非常俭朴但是舒适的文艺复兴式隐居处，包括一个优雅的隐居地和图书馆。在洛伦佐·德·美第奇统治期间该图书馆成为佛罗伦萨人道主义者如米兰多拉等人最喜欢的聚会处。他们喜欢一起在这里探讨拉丁文和希腊文的著作。
1803年在拿破仑战争中多明我会的这座修道院被没收。1866年再次被国有，今天它是国家财产。
今天这座修道院是一座国家博物馆。博物馆的进口是所谓的圣安东尼奥隐居地，里面的壁画是16、17世纪的作品。
博物馆内收藏有大量安杰利科修士的作品，其中包括给帕拉·斯特罗齐画的《基督降架》、给美第奇的神坛和与洛伦佐·吉贝尔蒂合作的作品。在修道院的小间里有大量安吉利科及其助手画的大小壁画，包括1442年完成的大厅里的杰作《釘十字架》。
博物馆中展出的其他艺术家有多梅尼科·基尔兰达、阿莱索·巴尔多维内蒂、乔凡尼·安东尼奥·索格里尼和弗拉·巴尔托罗麦欧。薩佛納羅拉住过的小间可以参观。

## 安杰利科修士

### 修道院
修道院里的艺术都是多明我会祈祷和修炼时用的前程艺术。安杰利科修士在他的助手帮助下画了43幅壁画作为修士的精神辅导。这些人主要是神父，而不是艺术家，虽然如此他们创造了非常有艺术性的作品，这些作品结构优秀，颜色灿烂。

### 建筑
翻修后的新建筑非常宽敞，为安杰利科修士画耶稣的神圣提供了很多的空间。修道院的建筑有两层楼。第一层是对公众开放的，第二层仅供修士们使用，因此大多数艺术品仅供修士们学习使用。其内容主要来自《新约》，加上多明我会的圣人。安杰利科修士在隐居处以及在每间房间里都画了壁画，包括小教堂和图书馆。每个修士都有自己修行和祈祷的房间，里面有自己的壁画。多明我会是仅有的一个这样大量使用壁画的修会。给见习修士的七间小间的内容类似，它们全不是白底上画着圣多明我向十字架祈祷，只有圣多明我的姿势不同，这些不同的姿势是按照不同的神学著作画的。给修士的20个小间画的壁画更有意思，它们的内容是耶稣和圣母在不同历史事件中的形象，还有其他圣人。给科西莫·德·美第奇住的地方的两幅是非常特殊的。这个地方也被用来接待佳宾。安杰利科修士还为圣玛尔谷大殿画了最早的文艺复兴大祭坛。

### 总体
安杰利科修士的大祭坛继承了传统，而其它图画则非常先进，它们作为修士的镜子和窗户，也是修士的老师。安杰利科修士通过大规模地使用艺术自然主义的新启发把整个修道院改造成一个虔诚的地方。

## 艺术中的肖像和虔诚

### 祭坛
在祭坛上安吉利科把圣母玛利亚和耶稣画在许多圣人当中。两名圣人通过他们的眼光建立了透视角度。在右侧圣多明我的视线投向远处，把观众的视线引向神圣的图像。在左侧科斯莫斯则好像是从一面镜子里直接看观众，把图像和观众分隔开。通过圣多明我观众被引向天堂的景象，而科斯莫斯则把观众与神圣分割开来。
安吉利科把每个小间的图像都反映到这幅画中。这样一来他把圣画变成了小间的一部分，把画中的神域仅可能近地挪到多明我会之间。在画中安吉利科也描述了多明我会神事的景象。就像在神事中执事和副执事跪着一样画中的圣人也跪着。就像神事中神父站着扮演被牺牲的耶稣一样在画中十字架上的耶稣把观众的眼睛导引到抱着耶稣的圣母。环绕圣母和耶稣的圣人就像是参加神事的多明我会修士一样。
学者认为安吉利科在画这幅祭坛的时候通过一些手段非常深地把艺术和虔诚结合到一起。为了产生镜子效应他在祭坛的上面画了一些虚拟的帘子。他创造了真实世界的镜像世界，但是也让观众通过一个窗户看到天堂的美景。通过眼光、圣像和生动的颜色（尤其是红色和绿色）安吉利科描绘了神不可思议的庄严。因此信仰是有形的，同时也是一个高于人世的力量。

### 十字架前的圣多明我
大多数小间的壁画至少含有一个修道会的名人，一般是圣多明我、托马斯·阿奎那或者维罗纳的圣伯铎。他们代表多明我会的中心美德。圣多明我代表奉献给贫困、布道和修行的神圣生活；圣阿奎那代表独一无二的学习；圣伯铎代表为教义牺牲的决心。图画中人物的姿势说明安吉利科想用这些画来提醒修士们通过对经书顽强的和虔诚的学习来追寻修道会的奠基人内心的转换。转换的结果则是能够去布道。
在十字架前的圣多明我中安吉利科展示了一个比较自然的耶稣形象，一个更接近凡人的神。这幅图是隐居所一层楼最大的壁画，同时也更加接近多明我修士的生活。圣多明我侧面，面部没有表情，穿着颜色的衣着，通过他虔诚的姿态他表现出与基督之间的深厚联系。
这个把圣人放到圣经中的情节里的壁画是一个记忆术过程的起点。神父的修行帮助他理解圣经，为他的布道做准备。圣人的姿势被用来教导观众模仿这些姿势。它采于多明我会的一部图画祈祷说明书，每个姿势都有一个特别的意义。这部说明书认为通过不同的姿势可以获得特殊的神化意识。要达到圣多明我在布道时的意识神父应该模仿他的姿势来祈祷。画家因此画了九个不同的姿势来代表九种不同的意识。
在见习修士的小间里安杰利科修士画的都是十字架前的圣多明我。在这些壁画里主体是圣多明我，而不是耶稣。这些壁画与圣经里的故事仅稍微有关联，它们没有显示钉十字架的过程而只是显示了十字架，因此圣多明我没有看到这个行为，而只是对一个物件做反应。这里圣多明我是故事的主要内容，而不是耶稣。通过这些画安杰利科修士要让那些想要进入多明我会的人通过修行来加强他们的意识。这些壁画基本上是一样的说明安杰利科修士觉得它们要从细节上反映出不同，而不是从结构或者姿态上。比如在20号小间里圣多明我上身赤裸，自己鞭打自己，在第15号小间里双手合一。

### 圣母领报
安杰利科修士最著名的壁画之一是《圣母领报》，它位于去寝室的楼梯的上面。这幅画里只有大天使和圣母两个形象，它的重点是人物的精神集中。圣母领报这个故事和它所引起的联想正是实验与主观认识之间的门槛。观众看到的是实验，而想到的是主观认识。安吉利科用这幅画来引起观众的想象，来激发观众的内外感受。
安杰利科修士使用光线和透视来刻画出圣母领报的建筑空间，配合周围的建筑结构它形象逼真。因此观众可能会忽视到安杰利科修士是怎样拒绝逼真的。与建筑相比人物的形象特别大，圣母还投下影子，而大天使则没有影子。
在《圣母领报》里圣母的姿态虔诚，很像看着十字架的圣多明我。这幅画不但描写圣经里的故事，它也描写祈祷者的想象。